# مارسيلو غونسالفيس فييرا
مارسيلو غونسالفيس فييرا (25 يوليو 1976 بميناس جرايس في البرازيل - ) هو لاعب كرة قدم برازيلي في مركز الهجوم. لعب مع ليفسكي صوفيا وبيلاسيتسا بيتريتش ‏.

## وصلات خارجية
- مارسيلو غونسالفيس فييرا على موقع قاعدة بيانات كرة القدم.إي يو (الإنجليزية)